# Vlădica
Vlădica – wieś w Rumunii, w okręgu Mehedinți, w gminie Dumbrava. W 2011 roku liczyła 53 mieszkańców.